# Coenonympha senonica
Coenonympha senonica är en fjärilsart som beskrevs av Varin 1966. Coenonympha senonica ingår i släktet Coenonympha och familjen praktfjärilar. Inga underarter finns listade i Catalogue of Life.